# Bítov (Nový Jičín-i járás)
Bítov település Csehországban, Nový Jičín-i járásban. Bítov Bílovec, Zbyslavice, Olbramice, Těškovice és Tísek településekkel határos. Lakosainak száma 493 fő (2024. január 1.).

## Népesség
A település lakosságának változását az alábbi diagram mutatja:
| Lakosok száma | 393  | 414  | 421  | 394  | 443  | 391  | 437  | 468  | 470  | 493  |
|               | 1869 | 1890 | 1921 | 1950 | 1980 | 2001 | 2017 | 2019 | 2022 | 2024 |